# Очкино (Новосибирская область)
Очкино — деревня в Чистоозёрном районе Новосибирской области. Входит в состав городского поселения рабочий посёлок Чистоозёрное.

## География
Площадь деревни — 64 гектаров.

## Население
| 2002 | 2007 | 2010 |
| ---- | ---- | ---- |
| 618  | ↘576 | ↘557 |

## Инфраструктура
В деревне по данным на 2007 год функционирует 1 учреждение здравоохранения.